# Agua estancada

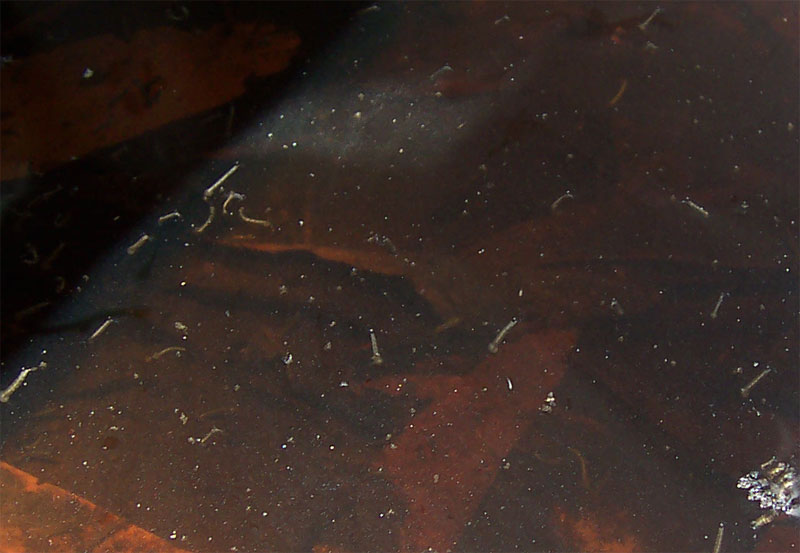
Larvas de mosquitos en agua estancada.

El agua estancada es el agua se mantiene sin movimiento, que generalmente tiene cambios de calidad desfavorables tras un largo período de tiempo. El estancamiento de agua puede suponer un riesgo medioambiental y sanitario importante.

## Peligros

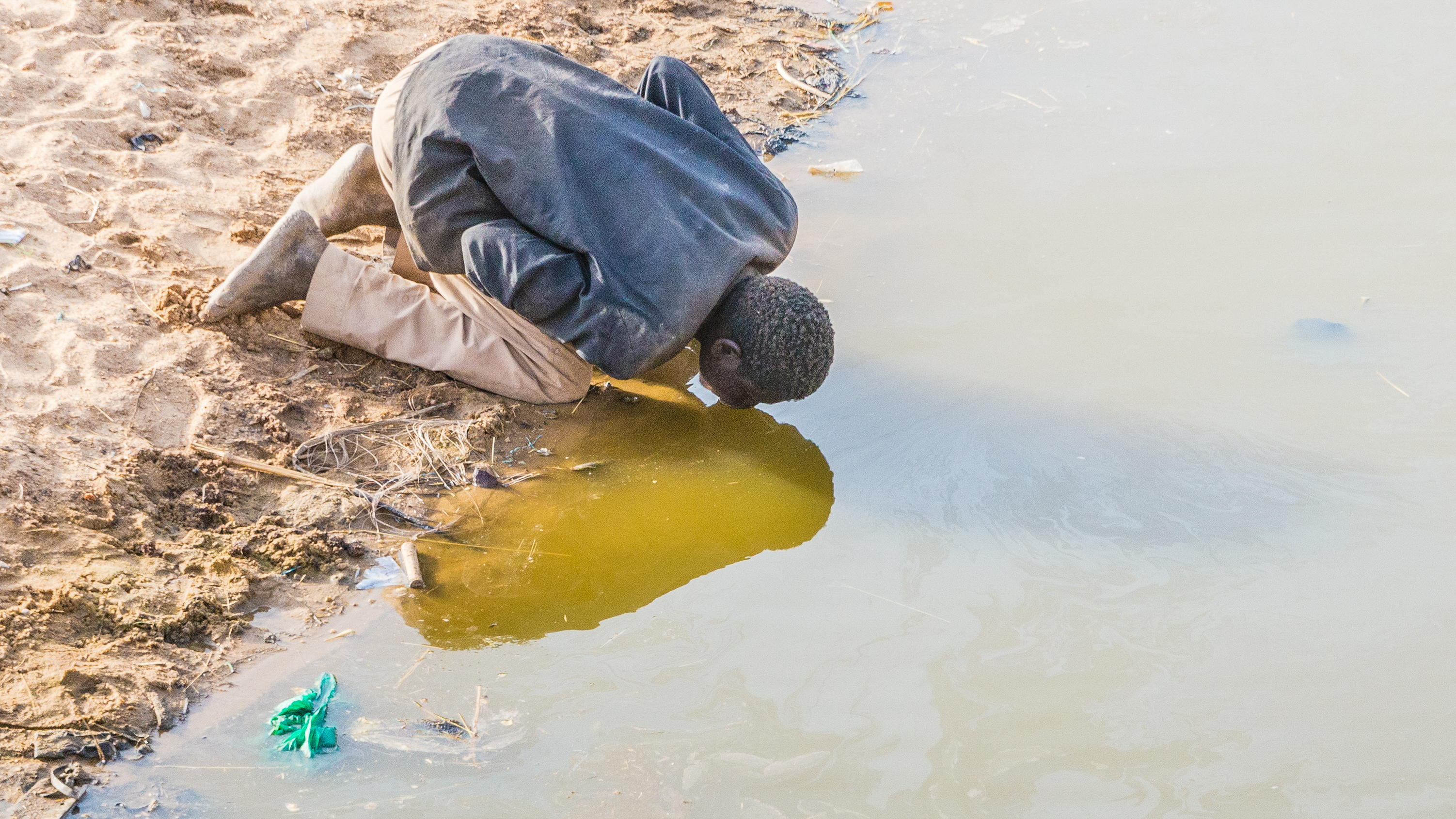
Hombre bebiendo agua estancada en Chad

La malaria y el dengue son algunos de los principales peligros sanitarios de la agua estancada, ya que pueden convertirse en un caldo de cultivo para los mosquitos que transmiten estas enfermedades.
El agua estancada puede ser peligrosa porque puede proporcionar una mejor incubadora que el agua corriente para varios tipos de patógenos infecciosos. El agua estancada puede estar contaminada con heces, especialmente en desiertos u otras zonas con escasas precipitaciones. El estancamiento del agua durante tan sólo seis días puede cambiar por completo la composición de las bacterias que la habitan.
El agua estancada se suele encontrar en cuerpos de agua (como pantanos, lagos, lagunas o ríos); en agua subterránea o en lugares contaminados.
Para evitar el estancamiento de las aguas subterráneas y superficiales, se aconseja drenar la superficie y el subsuelo. Las áreas con un nivel freático poco profundo son más susceptibles al estancamiento de las aguas subterráneas debido a que tienen una menor disponibilidad de drenaje natural del suelo.

## Vida en agua estancada
Varias plantas prefieren el agua corriente, mientras que otras, como las del género lotus, prefieren el agua estancada.[cita requerida]
En el agua estancada se encuentran comúnmente diversas bacterias anaeróbicas y coliformes, además de varios protozoos, cianobacterias, hongos y algas.